# Yahoo!ウォレット

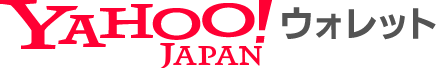
「Yahoo!ウォレット」のロゴ

Yahoo!ウォレット（ヤフーウォレット）とは、Yahoo! JAPANの有料サービスの決済を管理するサービス。サービスの登録費用は無料。サービス開始は2002年3月。
通常はYahoo! JAPANが提供する有料サービスの利用に掛かった料金の支払い方法を、あらかじめ登録しておくという形で使われる。またそれ以外に、Yahoo! JAPANのサービスでユーザに対し報酬の支払が発生した場合に現金を受け取る場合にも同サービスが使われる。更にYahoo! JAPAN以外の提携サービスの支払いにも使用可能。
決済手段としては、支払いについてはクレジットカードのほか、Yahoo! JAPANの指定する銀行（PayPay銀行、楽天銀行、みずほ銀行、三菱UFJ銀行）の口座からの口座自動振替、またはソフトバンクグループの携帯電話会社・ソフトバンクモバイルが運営するSoftbank、Y!mobileとの契約者向けにも、Yahoo!サービス利用開始手続きでのひも付けをしたうえで、Yahoo!プレミアムを利用できるサービス（ソフトバンクまとめて支払い、ワイモバイル・Enjoyパック、Yahoo!ウォレット。過去にはスマホとくするパック、Yahoo!プレミアム for SoftBank。上記2つは2017年10月31日をもってサービスを終了し、以後は事実上「ソフトバンクまとめて支払い」に統合）この場合は、上記指定銀行口座以外でも、スマホを含むケータイの引き落とし口座から会費が引き落とされるため、指定口座以外からも登録可能）も利用できる。また報酬の受け取りについては、ゆうちょ銀行を含む全国の金融機関の普通口座を指定できる。
Yahoo! JAPANの有料サービスの支払いはほぼYahoo!ウォレットで行われるため、利用者はYahoo!ウォレットの登録が不可欠である。
2016年12月14日をもって、フィーチャーフォンでの提供を終了した。

## 主な利用可能サービス
- Yahoo!プレミアム
- Yahoo!オークション
- Yahoo!ゲーム
- Yahoo!公金支払い